# Saint Honoré (entreprise)
Pour les articles homonymes, voir Saint Honoré.
 (novembre 2017).
Si vous disposez d'ouvrages ou d'articles de référence ou si vous connaissez des sites web de qualité traitant du thème abordé ici, merci de compléter l'article en donnant les références utiles à sa vérifiabilité et en les liant à la section « Notes et références ».
Saint Honoré est une marque horlogère française fondée en 1885. Saint Honoré propose des collections de montres pour femme et homme ainsi que des bijoux et des accessoires.

## Histoire
C’est en 1885 que Victorin Frésard, franco-suisse né à Charquemont, crée sa propre fabrique de montres. Un siècle plus tard, en 1985, Saint Honoré succède officiellement à la société Frésard. La marque tire son nom de la rue Saint-Honoré, légendaire adresse parisienne, temple de la haute couture, de la joaillerie et de l'horlogerie, et où Victorin Frésard possédait une boutique à la fin du XIXe siècle. Depuis, Saint Honoré s’est développé à l'international et exporte maintenant dans plus de 60 pays. Parallèlement, la marque a modernisé régulièrement ses deux usines de production situées à La Chaux-de-Fonds et à Charquemont. Toutes les montres Saint Honoré bénéficient du label Swiss Made, référence dans l’horlogerie. C’est en 1993 que la marque ouvre sa première boutique exclusive à Paris avant qu’elle ne s’installe symboliquement, en 2004, au 326 de la rue Saint-Honoré. Après les collections Opéra (1985), Manhattan (1993), Speed Boat (2000), Tourbillon 1885 (2005) puis Orsay (2005) et Haussman (2007), la marque poursuit son expansion en ouvrant des boutiques exclusives à Shanghaï, Bahreïn, Doha, Riyad, Ho Chi Min ou encore Tokyo.

## Collections

### Passées
- Opéra (1985)
- Manhattan (1993)
- Speed Boat (2000)

### Présentes
Les montres Saint Honoré portent majoritairement des noms de lieux parisiens évocateurs : Orsay, Monceau, Haussman…
La collection actuelle se compose de 5 modèles :
- Orsay : modèle carré lancé en 2005, disponible en versions femme et homme
- Monceau : modèle tonneau lancé en 2006, disponible en versions femme et homme
- Haussman : modèle rond lancé en 2008, disponible en versions femme et homme
- Coloseo : modèle rond lancé en 2009, disponible en versions femme et homme
- Worldcode : modèle rond lancé en 2010, disponible en version homme uniquement

### Séries limitées
Des séries limitées comme la Orsay Black Racing, la Haussman Regatta ou les 125th Anniversary Limited Edition viennent régulièrement enrichir la collection classique.
La Collection Haute Couture Tourbillon 1885, limitée a 20 exemplaires est lancée en 2005 à l’occasion des 120 ans de la marque. la collection Tourbillon 1885 offre la possibilité de réaliser une montre totalement sur-mesure avec libre choix de la forme, de la matière (or, acier, titane…), des finitions ainsi que des couleurs de cadran ou de bracelet.

### Bijoux et accessoires
La réussite dans le secteur de l’horlogerie a incité la marque à créer deux lignes complémentaires : la joaillerie pour femme et les accessoires pour hommes (stylos, boutons de manchettes, maroquinerie). Les bijoux et les accessoires dérivent étroitement des collections de montres. La marque propose également des ensembles complets au sein lesquels la montre, le stylo, la bague ou les boutons de manchette sont accordés.

## Communication
Paris est au cœur de la communication de la marque. Après la campagne Get the Paris style lancée en 2006, c’est la campagne Trendy Watchmaker since 1885 qui a pris le relais. Cette dernière associe des visuels noir et blanc dans les plus beaux endroits de Paris (Place Vendôme, Arc de triomphe, Tour Eiffel) aux deux ambassadeurs de la marque.

### Ambassadeurs
Pour représenter la marque, Saint Honoré a choisi le mannequin Esther et l’acteur Paul Belmondo. Ce dernier, au carrefour du monde du spectacle et de la course automobile a inspiré la série limitée des montres Orsay Black Racing.

### Partenariats
Saint Honoré s'associe régulièrement à des événements sportifs. Depuis 2005, la marque s’est notamment associé à des pilotes comme Paul Belmondo, Christophe Tinseau, Eric van de Poele ou Didier André dans le cadre des 24 Heures du Mans. En 2008, la marque est devenue le chronométreur officiel de l’équipe franco-allemande de voile All4One qui est engagée dans la America’s Cup. Enfin, chaque année, à l’occasion de l’Open de France Dames de Golf, Saint Honoré récompense les lauréates avec ses dernières créations.
Charlélie Couture a peint plusieurs tableaux pour la marque, dont un est exposé à la boutique de Paris.